# Кукурузни хлеб
Кукурузни хлеб је брзи хлеб направљен од кукурузног брашна, повезан са кухињом јужних Сједињених Држава, пореклом из кухиње Америчких староседелаца. Кнедле и палачинке направљене од фино млевеног кукурузног брашна су основна храна народа Хопи у Аризони. Народ Хидатца са Горњег Средњег Запада печени кукурузни хлеб назива накци . Племена Чероки и Сенека обогаћују основно тесто, додајући кестене, семенке сунцокрета, јабуке или бобице, а понекад комбинују пасуљ или кромпир са кукурузним брашном. Модерне верзије кукурузног хлеба обично садрже прашкак за пециво .

## Историја
Амерички староседеоци су користили млевени кукуруз као храну хиљадама година пре него што су Европљани стигли у Нови свет. Европски досељеници, посебно они који су живели у енглеским јужним колонијама, научили су оригиналне рецепте за јела од кукуруза од Черокија, Чикаса, Чокта и Маскоги народа, и убрзо су осмислили рецепте за коришћење кукурузног брашна у хлебовима сличним онима од доступних житарица. у Европи. Кукурузни хлеб се назива "каменом темељцем" кухиње јужних Сједињених Држава . Кукурузно брашно се производи млевењем сувих сирових зрна кукуруза. Груби оброк (упореди брашно) направљен од кукуруза је гриз. Гриз се производи натапањем сировог зрна кукуруза у врућу воду која садржи калцијум хидроксид (алкалну со), чиме се љуска зрна лабави (мекиње) и повећава се нутритивна вредност производа (повећањем доступног ниацина и доступних амино киселина). Ова древна индијанска технологија је названа никстамализација . Поред кукурузног хлеба, Индијанци користе кукуруз за прављење бројних других јела, па чак и алкохолних пића (као што је андска чича). Кукурузни хлеб је био популаран током Америчког грађанског рата јер је био веома јефтин и могао се правити у много различитих облика - високо дизане, мекане векне или једноставно пржене (као бесквасни поне, кукурузне фритуле, итд. ).

## Врсте кукурузног хлеба
Кукурузни хлеб је популарна ставка  у којој уживају многи људи због своје текстуре и ароме. Кукурузни хлеб се може пећи, пржити или (ретко) кувати на пари. Кукурузни хлеб на пари је кашаст, лакше се жваће и више наликује пудингу од кукурузног брашна од онога што већина сматра традиционалним кукурузним хлебом. Кукурузни хлеб се такође може пећи у кукурузне колаче.

### Печени кукурузни хлеб
Кукурузни хлеб је уобичајен хлеб у кухињи Сједињених Држава, посебно повезан са југом и југозападом, а такође је и традиционална намирница за становништво где је пшенично брашно било скупље. Кукурузни хлеб, посебно остаци, могу се јести као доручак . Такође се често једе уз роштиљ. У деловима јужних и југозападних Сједињених Држава, кукурузни хлеб се једе, уз пинто пасуљ, био је уобичајен ручак за многе људе. Још увек је уобичајен прилог за многе вечере, често се служи са путером. Мрвице кукурузног хлеба се такође користе у неким надевима за живину или преливу како се то зове; Надев од кукурузног хлеба је посебно повезан са ћуркама за Дан захвалности .

### Кукурузни поне
Кукурузни поне (који се понекад назива и "индијски поне") је врста кукурузног хлеба направљеног од густог, флексибилног теста од кукурузног брашна (које је обично без јаја и млека) и куваног у одређеној врсти гвоздене шерпе на отвореној ватри, користећи углавном маст од сланине, али касније, путер, маргарин или уље за кување. Кукурузни понси су главна храна јужне америчке кухиње и о њима су расправљали или спомињали многи амерички писци, укључујући Марка Твена .

### Џоникејкс
Сипањем теста сличног тесту од кукурузног хлеба прженог у тигању, али мало тањег, у врућу маст на решетку или тигањ, добија се хлеб налик на палачинке који се зове џоникејк . Ова врста кукурузног хлеба је распрострањена у Новој Енглеској, посебно на Род Ајленду, а такође и на америчком средњем западу и америчком југу. Подсећа на израз хокејк, који се на америчком југу користи за пржене палачинке од кукурузног хлеба, који можда датира из прича о неким људима на граници који праве пљескавице од кукурузног хлеба на оштрици мотике.